# Métropole orthodoxe de Singapour
La métropole orthodoxe de Singapour est une juridiction de l'Église orthodoxe en Asie dont le siège est à Singapour et rattachée canoniquement au Patriarcat œcuménique de Constantinople. L'évêque porte le titre de Métropolite de Singapour (Mgr Constantin depuis le 16 février 2012).

## Histoire
- 9 janvier 2008 Création de la métropole de Singapour par division de la métropole de Hong Kong et de l'Asie du Sud-Est.

## Organisation
Le territoire de la métropole compte les pays suivants : Singapour, Inde, Indonésie, Malaisie, Pakistan, Afghanistan, Maldives, Bangladesh, Népal, Bhoutan et Sri Lanka.

### Structure territoriale
- Exarchat de Singapour
- Exarchat d'Inde